# Vrtača (gora)
Vrtača (ponekod tudi Visoka Vrtača, Rtača, Nemški vrh, nemško Wertatscha, zastarelo Deutscher Berg, Zinnenwand) je z 2180 metri nadmorske višine druga najvišja gora v Karavankah.

## Lega
Je del glavnega grebena Karavank, po katerem poteka državna meja med Slovenijo (občina Žirovnica) in Avstrijo (občina Borovlje). Na severu se gora strmo spušča v dolino Poden nad Slovenjim Plajberkom s skalnimi stenami, visokimi do 600 metrov; južna stran je položnejša. Na zahodu masiv Vrtače omejuje 1840 metrov visoko sedlo Belščica, pod katerim je Celovška koča pomembno izhodišče za vzpon na goro. Proti severovzhodu se greben nadaljuje do Zelenjaka (2024 m) in do Palca (2026 m). Proti vzhodu se s skalno steno spušča v krnico Suho ruševje. Jugovzhodno, na višini 1536 metrov, stoji dom na Zelenici, drugo pomembno izhodišče.

## Pristopi
S slovenske strani sta na Vrtačo najpogostejša pristopa z Zelenice in iz doline Završnice. Zaradi izpostavljenosti vršnega dela je pot kategorizirana kot zahtevna označena pot.
S severa vodi na goro več plezalnih smeri.